# Pinguicula elizabethiae
Pinguicula elizabethiae är en tätörtsväxtart som beskrevs av S. Zamudio. Pinguicula elizabethiae ingår i släktet tätörter, och familjen tätörtsväxter. Inga underarter finns listade i Catalogue of Life.

## Bildgalleri

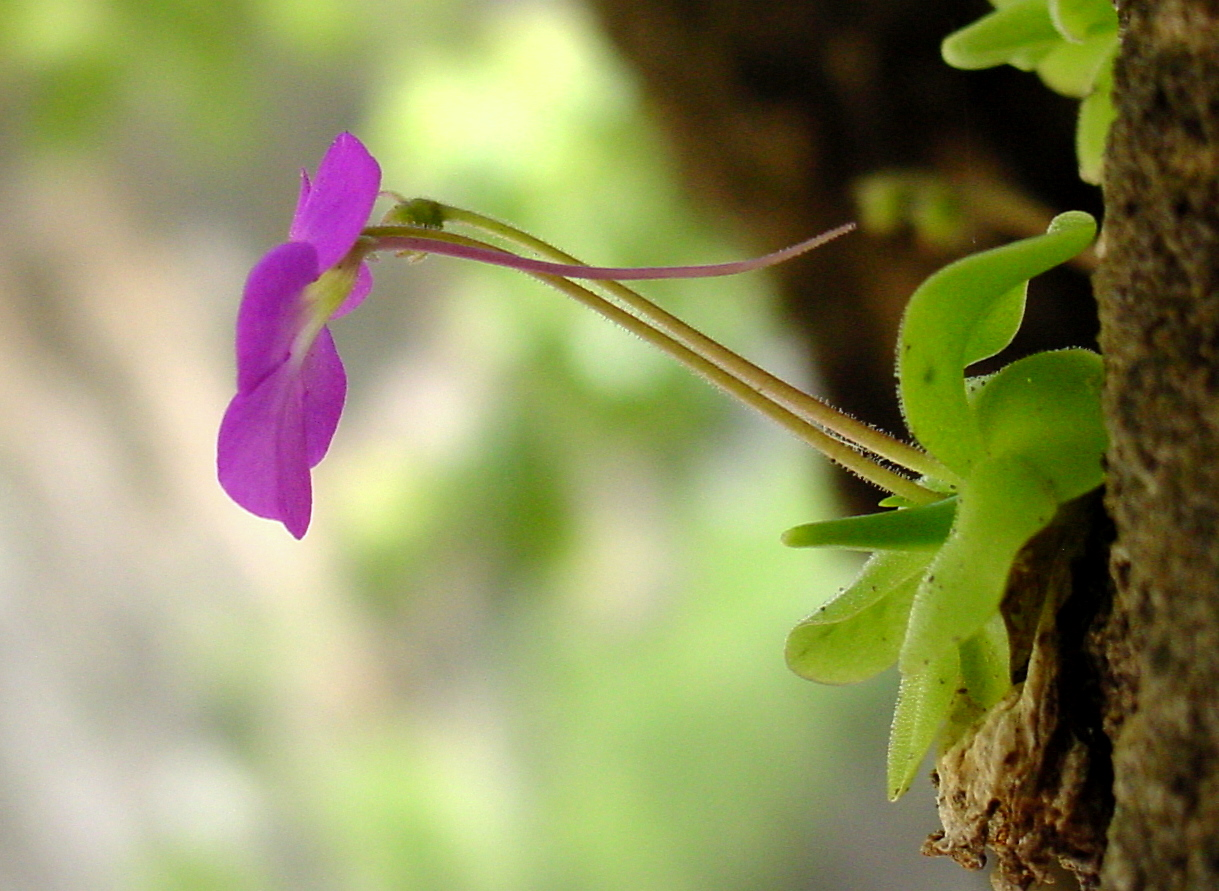
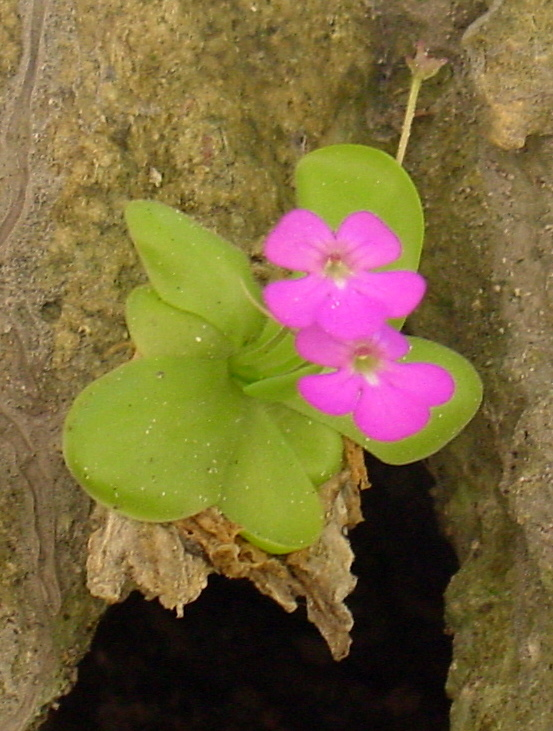
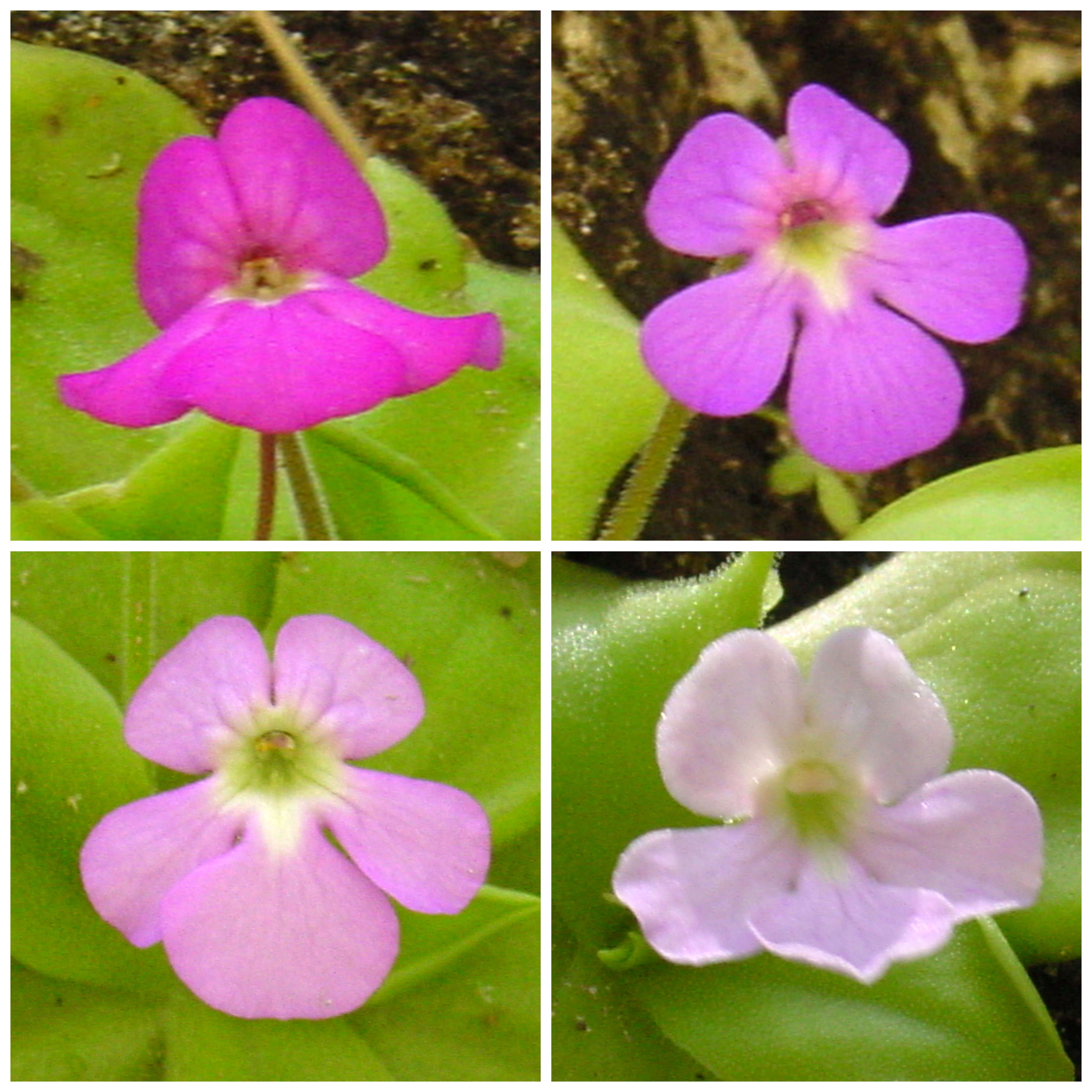
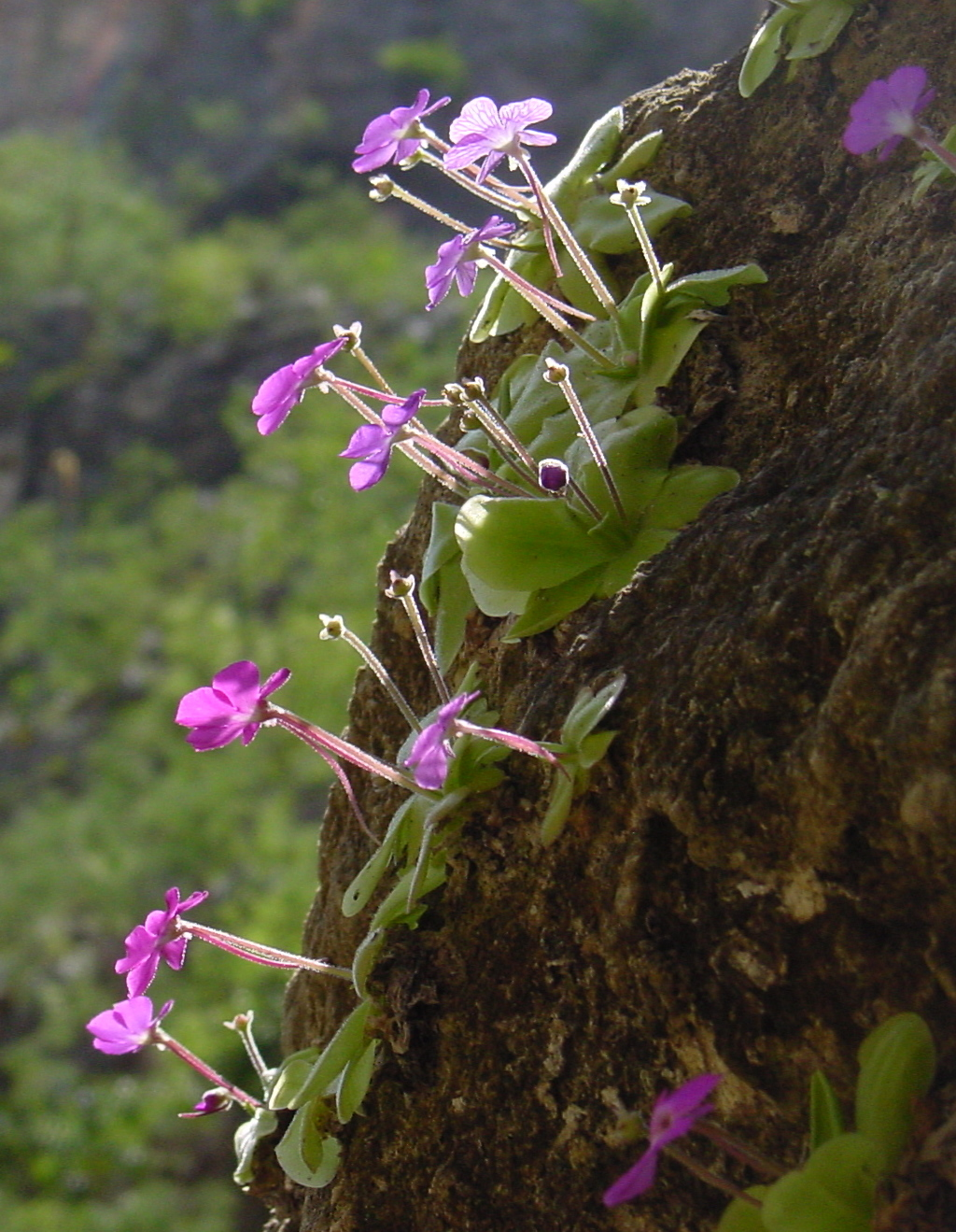